# Vol Pan Am 160
Le 3 novembre 1973, un Boeing 707 effectuant le vol Pan Am 160, un vol cargo international régulier reliant New York, aux États-Unis, à Francfort-sur-le-Main, en Allemagne, avec une escale prévue à Glasgow, en Écosse, s'est écrasé lors de la phase d'approche vers l'aéroport international Logan de Boston, après que de la fumée dans le cockpit ait empêché l'équipage de garder le contrôle de l'avion, tuant sur le coup les 3 membres d'équipage présent à bord.

## Accident
Le vol 160 a décollé à 8 h 25 de l'aéroport international de New York - John-F.-Kennedy (JFK), avec 3 membres d'équipage à bord et transportant 24 tonnes de fret, dont prés de 7 tonnes de produits chimiques diverses. 
Le premier signe indiquant un problème s'est produit à 9 h 4, avec l'apparition de fumée s'échappant du compartiment électrique inférieur et a été signalé au contrôle aérien. Ils ont également mentionné qu'ils allaient se dérouter vers Boston. L'équipage a contacté le contrôle aérien et a obtenu la clairance pour retourner à JFK. 
Ensuite, un revers majeur s'est produit, à savoir que la fumée a rempli le cockpit, réduisant grandement la visibilité, ce qui les a forcé à rebrousser chemin vers Boston. Pour aider à amener l'avion sous sa masse maximale à l'atterrissage (MLW), l'équipage est descendu à 2 000 pieds (610 m) pour augmenter la consommation de carburant de l'appareil. L'équipage a ensuite demandé à atterrir sur la piste 33L et cela a été approuvé par le contrôle aérien (ATC), puis a coupé l'ensemble des systèmes non essentiels de l'appareil. Le transpondeur est rapidement devenu inopérant.
Une fois en approche finale, l'avion étant correctement configuré avec les volets sortis, l'amortisseur de lacet s'est désengagé à la suite d'erreurs critiques lors de l'exécution des procédures d'approche, rendant très difficile le contrôle de l'avion à basse vitesse. 
Plusieurs témoins au sol ont alors vu de la fumée sortir par les fenêtres du poste de pilotage, puis l'avion est entré en décrochage et s'est écrasé au sol, avec le nez pointé quasiment à la verticale, à environ 80 m de l'extrémité de la piste 33L.

## Enquête

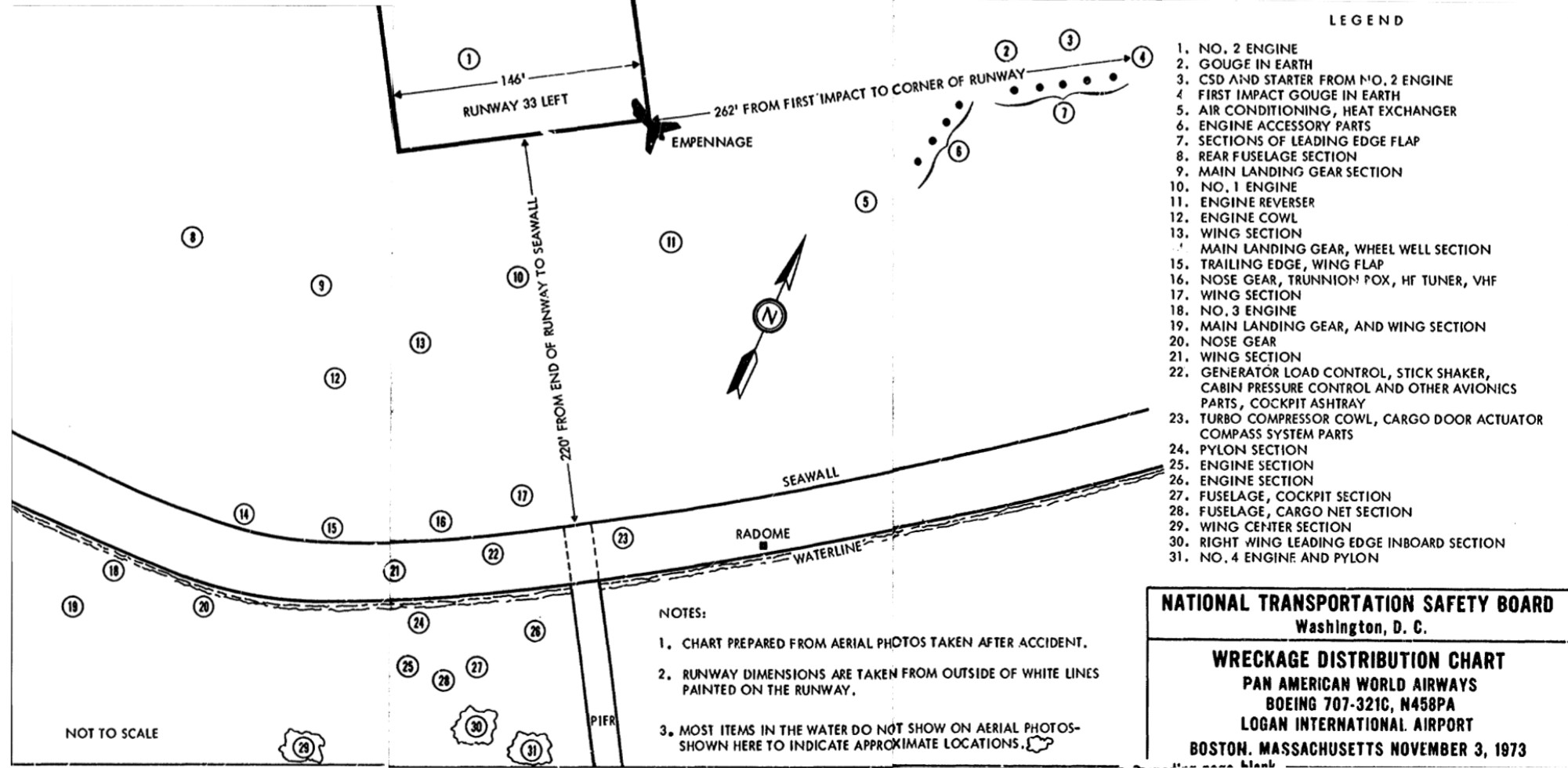
Plan du site de l'accident du vol 160.

L'enquête du Conseil national de la sécurité des transports (NTSB) révèle que l'accident a été provoqué par plusieurs facteurs, dont la génération continue de fumée dans le cockpit. Cette fumée a ensuite conduit à une situation d'urgence incontrôlable, dans laquelle l'amortisseur de lacet a été désactivé par inadvertance, lorsque les pilotes ont commencé à éteindre les systèmes non essentiels de l'avion. La présence de cette fumée dans le poste de pilotage a également affecté la capacité de l'équipage à effectuer correctement les différentes tâches requise pour l'atterrissage. 
L'origine de la fumée n'a pas pu être identifiée avec exactitude, mais est très probablement le résultat d'une fuite d'acide nitrique, faisant partie des produits chimiques embarqués dans la partie cargo de l'avion, et d'un emballage inadéquat des matières dangereuses présentes à bord. 
La non-conformité de plusieurs lois concernant le transport de marchandises dangereuses, le manque de connaissance de ces lois par l'industrie aéronautique et le manque de surveillance par la 
Federal Aviation Administration (FAA) sont des facteurs ayant contribué à cet accident.

## Conséquences
Par la suite, Pan American World Airways a été inculpée de négligence criminelle et a plaidé non coupable en 1976. La société propriétaire des produits chimiques embarqués à bord du vol 160, ainsi que d'autres sociétés impliquées dans l'expédition ont également été inculpées. C'était la première fois, à l'époque, qu'une compagnie aérienne était accusée de négligence criminelle liée à une catastrophe aérienne.